# Discografia de Sepultura
Esta é a discografia da banda brasileira Sepultura, que consiste em treze álbuns de estúdio, dois álbuns ao vivo, três coletâneas, quatro EP, vinte e um singles, cinco DVDs e quinze videoclipes. Desde seu início, a banda se identificou com os gêneros  death metal e thrash metal. No entanto, com o passar do tempo, acabaram incorporando elementos de outros estilos como hard rock, metal industrial e nu metal. Entre suas mais notáveis influências  musicais, destacam-se grupos importantes como Black Sabbath, Sex Pistols, Kiss e outros. Segundos vários portais especializados de música, o Sepultura é considerado "o grupo brasileiro de maior sucesso no mundo", enquanto a rede de televisão MTV afirmou que é provavelmente a banda de  heavy metal mais importante dos anos 1990. A banda já vendeu mais de vinte milhões de cópias a nível mundial.
Em sua formação clássica (1987-1996) o grupo consistia em Max Cavalera, Igor Cavalera, Andreas Kisser e Paulo Jr.

## Álbuns de estúdio
| Ano  | Detalhes dos álbuns | Posições nos gráficos | Posições nos gráficos | Posições nos gráficos | Posições nos gráficos | Posições nos gráficos | Posições nos gráficos | Posições nos gráficos | Posições nos gráficos | Posições nos gráficos | Posições nos gráficos | Posições nos gráficos | Certificações (Vendas limiares)                            |
| Ano  | Detalhes dos álbuns | AUS                   | AUT                   | FRA                   | ALE                   | HOL                   | NOR                   | SUE                   | SUI                   | RU                    | EUA                   | EUA Ind.              | Certificações (Vendas limiares)                            |
| ---- | --- | --------------------- | --------------------- | --------------------- | --------------------- | --------------------- | --------------------- | --------------------- | --------------------- | --------------------- | --------------------- | --------------------- | ---------------------------------------------------------- |
| 1986 | Morbid Visions - Lançado: 10 de novembro - Gravadora: Cogumelo (COG #002) - Formatos: CD, CS, LP                         | —                     | —                     | —                     | —                     | —                     | —                     | —                     | —                     | —                     | —                     | —                     |                                                            |
| 1987 | Schizophrenia - Lançado: 30 de outubro - Gravadora: Cogumelo (COG #009) - Formatos: CD, CS, LP                           | —                     | —                     | —                     | —                     | —                     | —                     | —                     | —                     | —                     | —                     | —                     |                                                            |
| 1989 | Beneath the Remains - Lançado: 5 de setembro - Gravadora: Roadrunner (RR #9511-2) - Formatos: CD, CS, LP                 | —                     | —                     | —                     | —                     | —                     | —                     | —                     | —                     | —                     | —                     | —                     |                                                            |
| 1991 | Arise - Lançado: 20 de março - Gravadora: Roadrunner (RR #9328-2) - Formatos: CD, CS, LP                                 | —                     | —                     | —                     | —                     | —                     | —                     | 46                    | 24                    | 40                    | 119                   | —                     | - IDN: Ouro - RU: Prata                                    |
| 1993 | Chaos A.D. - Lançado: 2 de setembro - Gravadora: Roadrunner (RR #9000-2) - Formatos: CD, CS, LP                          | 27                    | 19                    | —                     | 11                    | 21                    | 16                    | 11                    | 15                    | 11                    | 32                    | —                     | - AUS: Ouro - RU: Ouro - EUA: Ouro                         |
| 1996 | Roots - Lançado: 20 de fevereiro - Gravadora: Roadrunner (RR #8900-2) - Formatos: CD, CS, LP                             | 3                     | 2                     | —                     | 7                     | 6                     | 8                     | 5                     | 16                    | 4                     | 27                    | —                     | - AUS: Ouro - CAN: Ouro - FRA: Ouro - RU: Ouro - EUA: Ouro |
| 1998 | Against - Lançado: 6 de outubro - Gravadora: Roadrunner (RR #8700-2) - Formatos: CD, CS, LP                              | 25                    | 23                    | 33                    | 23                    | 76                    | —                     | 33                    | —                     | 40                    | 82                    | —                     |                                                            |
| 2001 | Nation - Lançado: 20 de março - Gravadora: Roadrunner (RR #8560-2) - Formato: CD                                         | 40                    | 41                    | 91                    | 28                    | —                     | —                     | —                     | 84                    | 88                    | 134                   | 4                     |                                                            |
| 2003 | Roorback - Lançado: 26 de maio - Gravadora: SPV (SPV #092-74830) - Formato: CD                                           | —                     | —                     | 77                    | 46                    | —                     | —                     | —                     | 69                    | —                     | —                     | 17                    |                                                            |
| 2006 | Dante XXI - Lançado: 2 de março - Gravadora: SPV (SPV #99812 CD) - Formato: CD                                           | —                     | —                     | 166                   | 64                    | —                     | —                     | —                     | —                     | —                     | —                     | 45                    | - CHP: Ouro                                                |
| 2009 | A-Lex - Lançado: 23 de janeiro - Gravadora: Steamhammer (#230635) - Formatos: CD, LP                                     | —                     | 53                    | 150                   | 82                    | 106                   | —                     | —                     | 68                    | —                     | —                     | 48                    |                                                            |
| 2011 | Kairos - Lançado: 24 de junho - Gravadora: Nuclear Blast - Formatos: CD                                                  | —                     | 75                    | 87                    | 49                    | —                     | —                     | —                     | 49                    | —                     | —                     | 49                    |                                                            |
| 2013 | The Mediator Between Head and Hands Must Be the Heart - Lançado: 25 de outubro - Gravadora: Nuclear Blast - Formatos: CD | —                     | —                     | 153                   | 76                    | —                     | —                     | —                     | 96                    | —                     | —                     | 50                    |                                                            |
| 2017 | Machine Messiah - Lançado: 13 de janeiro - Gravadora: Nuclear Blast - Formatos: CD                                       | —                     | —                     | —                     | —                     | —                     | —                     | —                     | —                     | —                     | —                     | —                     |                                                            |
| 2020 | Quadra - Lançado: 7 de fevereiro - Gravadora: Nuclear Blast - Formatos: CD, LP                                           | 19                    | 17                    | 63                    | 5                     | —                     | —                     | —                     | 13                    | 5                     | —                     | 5                     |                                                            |

## Álbuns ao vivo
| Ano  | Detalhes dos álbuns                                                                                | Posições nos gráficos | Posições nos gráficos |
| Ano  | Detalhes dos álbuns                                                                                | FRA                   | SUI                   |
| ---- | -------------------------------------------------------------------------------------------------- | --------------------- | --------------------- |
| 2002 | Under a Pale Grey Sky - Lançado: 22 de setembro - Gravadora: Roadrunner (RR #8436-2) - Formato: CD | 52                    | 99                    |
| 2005 | Live in São Paulo - Lançado: 8 de novembro - Gravadora: SPV (SPV #99522 2CD) - Formato: CD         | —                     | —                     |
| 2014 | Metal Veins - Alive in Rock in Rio - Lançado: 20 de setembro - Gravadora: SPV - Formato: CD        | —                     | —                     |

## Coletâneas
| Ano  | Detalhes dos álbuns                                                                                       | Posições nos gráficos | Posições nos gráficos |
| Ano  | Detalhes dos álbuns                                                                                       | AUS                   | EUA                   |
| ---- | --- | --------------------- | --------------------- |
| 1996 | The Roots of Sepultura - Lançado: 29 de novembro, 1996 - Gravadora: Roadrunner (RR #8900-8) - Formato: CD | 42                    | —                     |
| 1997 | Blood-Rooted - Lançado: 3 de junho, 1997 - Gravadora: Roadrunner (RR #8821-2) - Formato: CD               | —                     | 162                   |
| 1997 | B-Sides - Gravadora: Roadrunner - Formato: EP                                                             | —                     | —                     |
| 2006 | The Best of Sepultura - Lançado: 12 de setembro, 2006 - Gravadora: Roadrunner (RR #8260-2) - Formato: CD  | —                     | —                     |
| 2021 | SepulQuarta - Lançado: 20 de agosto de 2021 - Gravadora: Nuclear Blast Records - Formato: Vinil, CD       |                       |                       |

## EPs
| Ano  | Detalhes dos álbuns                                                                   |
| ---- | ------------------------------------------------------------------------------------- |
| 1985 | Bestial Devastation - Gravadora: Cogumelo (COG #001) - Formato: CD, LP                |
| 1992 | Third World Posse - Gravadora: Roadrunner (RR #9382) - Formatos: CD, LP               |
| 1994 | Refuse/Resist - Gravadora: Roadrunner (RR #2377-2) - Formatos: CD, CS, LP             |
| 2003 | Revolusongs - Lançado: 22 de novembro, 2002 - Gravadora: FNM (FNM #020) - Formato: CD |

## Singles
| Ano  | Single                          | Posições nos gráficos | Posições nos gráficos | Posições nos gráficos | Posições nos gráficos | Posições nos gráficos | Posições nos gráficos | Posições nos gráficos | Posições nos gráficos | Posições nos gráficos | Álbum                                                 |
| Ano  | Single                          | AUS                   | FIN                   | FRA                   | ALE                   | IRL                   | HOL                   | NOR                   | SUE                   | RU                    | Álbum                                                 |
| ---- | ------------------------------- | --------------------- | --------------------- | --------------------- | --------------------- | --------------------- | --------------------- | --------------------- | --------------------- | --------------------- | ----------------------------------------------------- |
| 1991 | "Arise"                         | —                     | —                     | —                     | —                     | —                     | —                     | —                     | —                     | —                     | Arise                                                 |
| 1991 | "Under Siege (Regnum Irae)"     | —                     | —                     | —                     | —                     | —                     | —                     | —                     | —                     | 91                    | Arise                                                 |
| 1991 | "Dead Embryonic Cells"          | —                     | —                     | —                     | —                     | —                     | —                     | —                     | —                     | —                     | Arise                                                 |
| 1993 | "Refuse/Resist"                 | —                     | —                     | —                     | —                     | 29                    | —                     | —                     | —                     | 51                    | Chaos A.D.                                            |
| 1993 | "Territory"                     | —                     | —                     | —                     | —                     | 8                     | —                     | —                     | —                     | 66                    | Chaos A.D.                                            |
| 1993 | "Slave New World"               | —                     | —                     | —                     | —                     | —                     | —                     | —                     | 32                    | 46                    | Chaos A.D.                                            |
| 1996 | "Roots Bloody Roots"            | 44                    | 2                     | 26                    | 42                    | 27                    | 35                    | 20                    | 14                    | 19                    | Roots                                                 |
| 1996 | "Ratamahatta"                   | —                     | —                     | —                     | —                     | —                     | —                     | —                     | —                     | 23                    | Roots                                                 |
| 1996 | "Attitude"                      | —                     | 16                    | —                     | —                     | —                     | —                     | —                     | —                     | 46                    | Roots                                                 |
| 1998 | "Choke"                         | —                     | —                     | —                     | —                     | —                     | —                     | —                     | —                     | 110                   | Against                                               |
| 1998 | "Against"                       | —                     | —                     | —                     | —                     | —                     | —                     | —                     | —                     | —                     | Against                                               |
| 1998 | "Tribus"                        | —                     | —                     | —                     | —                     | —                     | —                     | —                     | —                     | —                     | Against                                               |
| 2001 | "Sepulnation"                   | —                     | —                     | —                     | —                     | —                     | —                     | —                     | —                     | —                     | Nation                                                |
| 2001 | "Uma Cura"                      | —                     | —                     | —                     | —                     | —                     | —                     | —                     | —                     | —                     | Nation                                                |
| 2001 | "Politricks" (com Jello Biafra) | —                     | —                     | —                     | —                     | —                     | —                     | —                     | —                     | —                     | Nation                                                |
| 2003 | "Mindwar"                       | —                     | —                     | —                     | —                     | —                     | —                     | —                     | —                     | —                     | Roorback                                              |
| 2003 | "Bullet the Blue Sky"           | —                     | —                     | —                     | —                     | —                     | —                     | —                     | —                     | —                     | Roorback                                              |
| 2006 | "Convicted in Life"             | —                     | —                     | —                     | —                     | —                     | —                     | —                     | —                     | —                     | Dante XXI                                             |
| 2007 | "Ostia"                         | —                     | —                     | —                     | —                     | —                     | —                     | —                     | —                     | —                     | Dante XXI                                             |
| 2009 | "We've Lost You"                | —                     | —                     | —                     | —                     | —                     | —                     | —                     | —                     | —                     | A-Lex                                                 |
| 2009 | "The Treatment"                 | —                     | —                     | —                     | —                     | —                     | —                     | —                     | —                     | —                     | A-Lex                                                 |
| 2011 | "Kairos"                        | —                     | —                     | —                     | —                     | —                     | —                     | —                     | —                     | —                     | Kairos                                                |
| 2013 | "The Age of the Atheist"        | —                     | —                     | —                     | —                     | —                     | —                     | —                     | —                     | —                     | The Mediator Between Head and Hands Must Be the Heart |
| 2015 | "Under My Skin"                 | —                     | —                     | —                     | —                     | —                     | —                     | —                     | —                     | —                     | Under My Skin EP                                      |
| 2019 | "Isolation"                     | —                     | —                     | —                     | —                     | —                     | —                     | —                     | —                     | —                     | Quadra                                                |
| 2019 | "Last Time"                     | —                     | —                     | —                     | —                     | —                     | —                     | —                     | —                     | —                     | Quadra                                                |
| 2020 | "Means To An End"               | —                     | —                     | —                     | —                     | —                     | —                     | —                     | —                     | —                     | Quadra                                                |

## Álbuns de vídeo
| Ano  | Detalhes dos vídeos                                                                                                 | Gráfico EUA |
| ---- | --- | ----------- |
| 1992 | Under Siege (Live in Barcelona) - Lançado: 14 de janeiro, 1992 - Gravadora: Roadrunner (RRV #0996-3) - Formato: VHS | 13          |
| 1995 | Third World Chaos - Lançado: 27 de junho, 1995 - Gravadora: Roadrunner (RRV #0994-5) - Formato: VHS                 | 6           |
| 1997 | We Are What We Are - Lançado: 28 de janeiro, 1997 - Gravadora: Roadrunner (RRV #0991-8) - Formato: VHS              | 19          |
| 2002 | Chaos DVD - Lançado: 7 de outubro, 2002 - Gravadora: Roadrunner (DVD #9065-9) - Formato: DVD                        | 38          |
| 2005 | Live in São Paulo - Lançado: 8 de novembro, 2005 - Gravadora: SPV (SPV #99527 2DVD) - Formato: DVD                  | —           |

1.↑ Billboard Top Music Video Charts.

## Videoclipes
| Ano  | Título                    | Diretor              |
| ---- | ------------------------- | -------------------- |
| 1989 | "Inner Self"              | Aurelio Diaz         |
| 1991 | "Dead Embryonic Cells"    | Bill Henderson       |
| 1992 | "Arise"                   | Bill Henderson       |
| 1993 | "Refuse/Resist"           | Peter Christopherson |
| 1993 | "Territory"               | Paul Rachman         |
| 1994 | "Slave New World"         | Thomas Mignone       |
| 1996 | "Roots Bloody Roots"      | Thomas Mignone       |
| 1996 | "Ratamahatta"             | Fred Stuhr           |
| 1996 | "Attitude"                | Block                |
| 1998 | "Choke"                   | Raul Machado         |
| 2003 | "Bullet the Blue Sky"     | Ricardo Della Rosa   |
| 2004 | "Mindwar"                 | Ricardo Della Rosa   |
| 2005 | "Refuse/Resist" (ao vivo) | Lecuck Ishida        |
| 2006 | "Convicted in Life"       | Luis Carone          |
| 2008 | "Ostia"                   | Geraldo Moraes       |
| 2009 | "We've Lost You"          | André Moraes         |
| 2009 | "What I Do!"              | Sepultura            |
| 2013 | "The Vatican"             | Rafael Kent          |
| 2017 | "Phantom Self"            | Maurício Eça         |

## Participação em Outros Projetos
- 2001 - Participação na faixa "Ninguém Regula A América", presente no álbum Instinto Coletivo, da banda O Rappa.[30]
- 2003 - Gravação da canção "A Dança das Borboletas", com Zé Ramalho, que faz parte da trilha-sonora do filme Lisbela e o Prisioneiro[31]